# 田沢湖郷土史料館
田沢湖郷土史料館（たざわこきょうどしりょうかん）は、秋田県仙北市の田沢湖畔にあった市立の博物館。田沢湖にまつわる資料を所蔵・展示していた。開館は毎年4月20日から11月10日までであり、冬期は休館していた。

## 概要
旧田沢湖町が明治100年を記念し、田沢湖周辺で出土した遺跡の史料や田沢湖周辺における民俗資料などを一般公開するため設置された。1970年（昭和45年）11月30日に「田沢湖町郷土史料館」として開館した。2005年に市町村合併に伴い「田沢湖郷土史料館」に改称し、2017年（平成29年）3月末をもって閉館し、2018年度に解体された。所蔵していた史料は2017年7月に開館した「田沢湖クニマス未来館」や、JR田沢湖駅2階の「森と遺跡の展示室」に移設展示されている。

## 主な展示内容
- クニマスと田沢湖の漁労
  - 「田沢湖のまるきぶね」（国の重要有形民俗文化財）
  - クニマスの標本2点（2008年に「田沢湖のクニマス（標本）」として国の登録記念物に登録）
  - 写真、関連資料

- 狩猟
  - 玉川マタギ関連資料

- 田沢湖周辺の遺跡資料
  - 黒倉B遺跡、潟前遺跡の出土品など

## アクセス
- JR田沢湖駅より羽後交通バス乳頭線または田沢湖一周線に乗り田沢湖畔で下車、所要時間約12分。